# راواسکلتو
راواسکلتو (به ایتالیایی: Ravascletto) یک کومونه در ایتالیا است که در استان اودینه واقع شده‌است. راواسکلتو ۲۶٫۳ کیلومتر مربع مساحت و ۶۰۱ نفر جمعیت دارد.